# ميخائيل أفاناسيف
ميخائيل أفاناسيف (بالروسية: Михаил Васильевич Афанасьев)‏ (4 نوفمبر 1986 بمينسك في روسيا البيضاء - ) هو لاعب كرة قدم بيلاروسي في مركز الوسط. شارك مع منتخب بيلاروسيا تحت 21 سنة لكرة القدم. أما مع النوادي، فقد لعب مع أمكار بيرم وإف كي أتيراو وباتي بوريسوف وتوربيدو جودينو ودينامو مينسك وشاختيور سوليجورسك ونادي بارتيزان مينسك ونادي بلشينا بوبرويسك ونادي غوميل ونادي كوبان كراسنودار وفاكل فارونيش ‏ وسليوت بيلغورود ‏ وFC Minsk-2 ‏.

## وصلات خارجية
- ميخائيل أفاناسيف على موقع قاعدة بيانات كرة القدم.إي يو (الإنجليزية)
- ميخائيل أفاناسيف على موقع Soccerway.com (الإنجليزية)